# Цепная линия

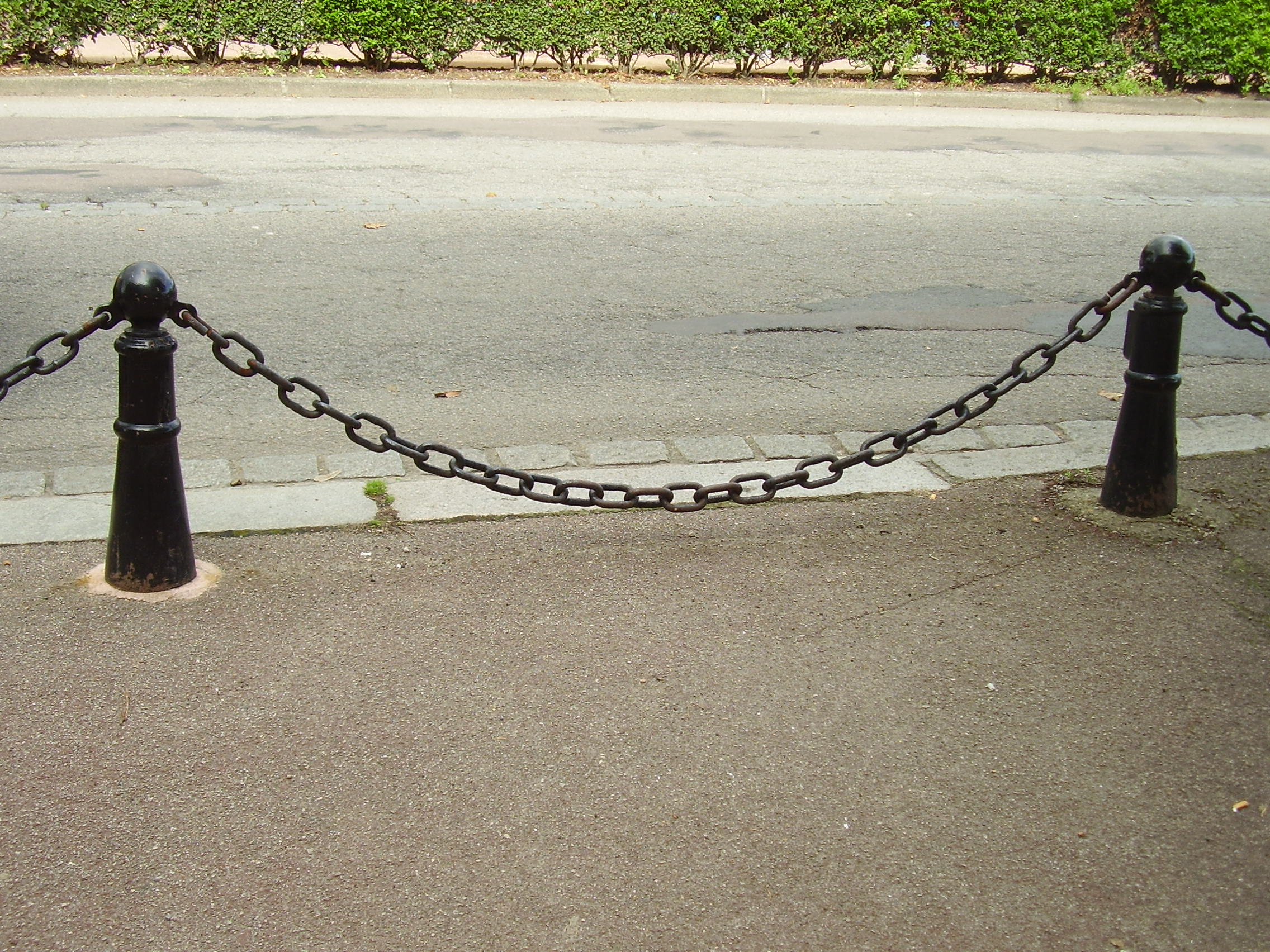
Висящая цепь образует цепную линию

Цепная линия при различных значениях параметра

Цепна́я ли́ния, также катенария, — линия, форму которой принимает гибкая однородная нерастяжимая тяжёлая нить или цепь (отсюда название линии) с закреплёнными концами в однородном гравитационном поле.
Является плоской трансцендентной кривой.
Уравнение линии в декартовых координатах:
{\displaystyle y={\frac {a}{2}}(e^{x/a}+e^{-x/a})=a\operatorname {ch} {\frac {x}{a}}}
(о функции {\displaystyle \operatorname {ch} } см. гиперболический косинус).
Все цепные линии подобны одна другой, изменение параметра {\displaystyle a} эквивалентно равномерному растяжению или сжатию графика функции вдоль оси {\displaystyle x}.
Переменная {\displaystyle x} графика отсчитывается от самой низкой точки на оси ординат цепной линии.
Значение этой ординаты равно значению {\displaystyle a}. Если значение параметра {\displaystyle a} меньше нуля, то мы имеем не провисающую цепь, а арку.
Параметр {\displaystyle a} имеет физический смысл.
Это отношение горизонтальной проекции силы, растягивающей цепь, к удельному (линейному) весу цепи.
Математические свойства цепной линии впервые изучал Роберт Гук в 1670-х годах, а её уравнение было получено независимо Лейбницем, Гюйгенсом и Иоганном Бернулли в 1691 году.

## Свойства

Натяжение цепной линии. Каждая кривая соответствует разному значению горизонтальной составляющей силы натяжения Параметр где — погонная плотность нити

Цепная линия - траектория фокуса параболы, катящейся по прямой.

- Мыльная плёнка, натянутая на два соосных параллельных кольца, не обязательно равных диаметров, принимает форму катеноида — поверхности, возникающей в результате вращения цепной линии.
- Длина дуги от вершины до произвольной точки {\displaystyle (x,~y)}:
{\displaystyle s=a\operatorname {sh} {\frac {x}{a}}={\sqrt {y^{2}-a^{2}}}.}
- Радиус кривизны:
{\displaystyle R=a\operatorname {ch} ^{2}{\frac {x}{a}}={\frac {y^{2}}{a}}.}
- Площадь, ограниченная цепной линией, двумя её ординатами и осью абсцисс:
{\displaystyle S=a^{2}\left(\operatorname {sh} {\frac {x_{2}}{a}}-\operatorname {sh} {\frac {x_{1}}{a}}\right)=a\left({\sqrt {y_{2}^{2}-a^{2}}}-{\sqrt {y_{1}^{2}-a^{2}}}\right).}
- Траектория фокуса параболы, катящейся по прямой, есть цепная линия[2][3].
- Центр тяжести цепной линии — самый низкий из всех форм нитей равной длины, соединяющих две опоры, т. е. имеет минимум потенциальной энергии[4].

## Применения

### Арки
Перевёрнутая цепная линия — идеальная с точки зрения прочности форма для арок.
Материал однородной арки с одинаковой по длине линейной плотностью в форме перевёрнутой цепной линии испытывает только механические напряжения сжатия и не испытывает напряжений изгиба.

### Мосты
Горбатый мост имеет форму, близкую к цепной линии.
Стоит заметить, что форма изгиба тросов подвесного моста ближе к параболе, чем к цепной линии.
Это связано с тем, что основной вес моста распределён в полотне моста, а не в поддерживающих тросах.

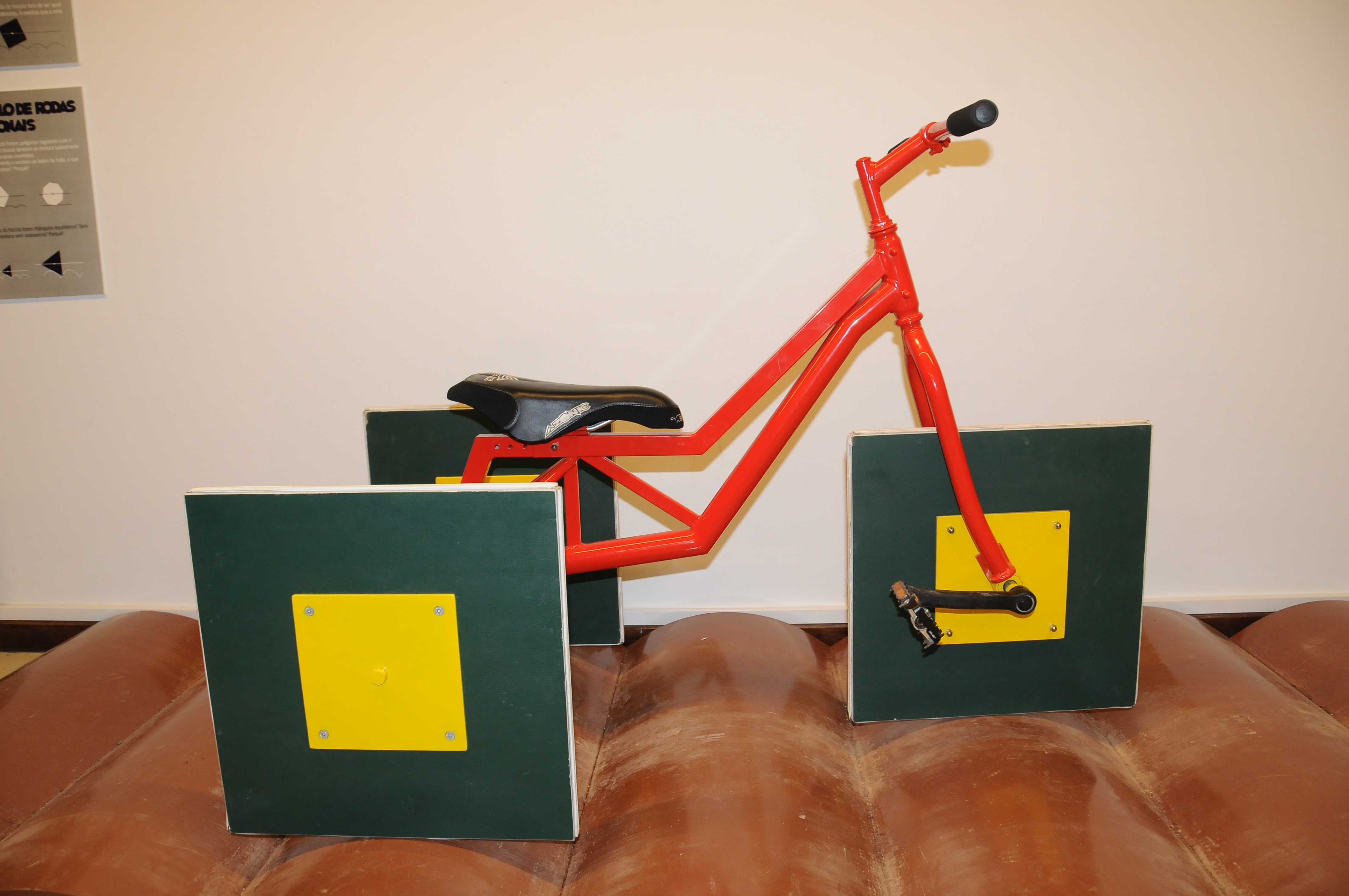
Трёхколёсный велосипед с квадратными колёсами едет по поверхности с профилем цепной линии

### Квадратные колёса
Если профиль шоссе представляет собой перевёрнутые арки цепной линии, то по нему можно ездить на квадратных колёсах, ровно и без тряски — если сторона квадрата колеса равна длине арки неровности дороги.

## История
Уравнение цепной линии практически одновременно получено Лейбницем, Гюйгенсом и Иоганном Бернулли.

## Дополнительные факты
На арке «Ворота на запад» в Сент-Луисе написана математическая формула её цепной линии, выраженная в футах:
{\displaystyle y=-127{,}7'\cdot \operatorname {ch} (x/127{,}7')+757{,}7'.}
Выраженное в метрах, это уравнение будет {\displaystyle y=-38{,}92\cdot \operatorname {ch} (x/38{,}92)+230{,}95.}